# Coppa del Galles (calcio a 5)
La Coppa del Galles (FAW Futsal Cup) è una competizione calcettistica riservata a squadre maschili affiliate alla Federazione calcistica del Galles, ente organizzatore della manifestazione. 

## Storia
È il secondo torneo di calcio a 5 per importanza del Galles dopo la massima divisione del campionato nazionale. Nelle prime edizioni, era proprio la vittoria della Coppa – e non del campionato – ad assegnare la qualificazione alla Coppa UEFA.

## Albo d'oro
- 2011:  The New Saints (1)
- 2012:  Cardiff City (1)
- 2013:  Wrexham (1)
- 2014:  Wrexham (2)
- 2015:  Cardiff University (1)
- 2016:  Cardiff University (2)
- 2017:  Wrexham (3)
- 2018:  Cardiff University (3)
- 2019:  The New Saints (2)
- 2020: ?

- 2021: non disputata[1]
- 2022: ?
- 2023:  Cardiff University (4)